# NGC 3347
NGC 3347 ist eine Balken-Spiralgalaxie vom Hubble-Typ SBb im Sternbild Antlia am Südsternhimmel. Sie ist schätzungsweise 125 Millionen Lichtjahre von der Milchstraße entfernt und hat einen Durchmesser von etwa 130.000 Lj.

Im selben Himmelsareal befinden sich u. a. die Galaxien NGC 3289, NGC 3333, NGC 3354 und NGC 3358.
Das Objekt wurde am 1. Mai 1834 von John Herschel entdeckt.

## NGC 3347-Gruppe (LGG 213)
| Galaxie   | Alternativname | Entfernung / Mio. Lj |
| --------- | -------------- | -------------------- |
| NGC 3354  | PGC 31941      | 125                  |
| NGC 3347  | PGC 31926      | 125                  |
| NGC 3358  | PGC 31974      | 124                  |
| PGC 31761 | NGC 3347A      | 114                  |
| PGC 31622 | ESO 317-54     | 126                  |
| PGC 31995 | ESO 318-4      | 121                  |